# Рюмерсайм-ле-О
Рюмерса́йм-ле-О (фр. Rumersheim-le-Haut) — коммуна на северо-востоке Франции в регионе Гранд-Эст (бывший Эльзас — Шампань — Арденны — Лотарингия), департамент Верхний Рейн, округ Тан — Гебвиллер, кантон Энсисем. До марта 2015 года коммуна в составе кантона Энсисем административно входила в округ Гебвиллер.
Площадь коммуны — 16,67 км², население — 1040 человек (2006) с тенденцией к росту: 1122 человека (2012), плотность населения — 67,3 чел/км².

## Население
Численность населения коммуны в 2011 году составляла 1132 человека, а в 2012 году — 1122 человека.
| 1962 | 1968 | 1975 | 1982 | 1990 | 1999 | 2004 | 2006 | 2008 | 2009 | 2011 | 2012 |
| ---- | ---- | ---- | ---- | ---- | ---- | ---- | ---- | ---- | ---- | ---- | ---- |
| 723  | 690  | 790  | 773  | 838  | 947  | 1031 | 1040 | 1090 | 1115 | 1132 | 1122 |

Динамика населения:

## Экономика
В 2010 году из 750 человек трудоспособного возраста (от 15 до 64 лет) 590 были экономически активными, 160 — неактивными (показатель активности 78,7 %, в 1999 году — 73,4 %). Из 590 активных трудоспособных жителей работали 553 человека (305 мужчин и 248 женщин), 37 числились безработными (17 мужчин и 20 женщин). Среди 160 трудоспособных неактивных граждан 63 были учениками либо студентами, 42 — пенсионерами, а ещё 55 — были неактивны в силу других причин.
На протяжении 2011 года в коммуне числилось 413 облагаемых налогом домохозяйств, в которых проживало 1091 человек. При этом медиана доходов составила 24238 евро на одного налогоплательщика.

## Достопримечательности (фотогалерея)

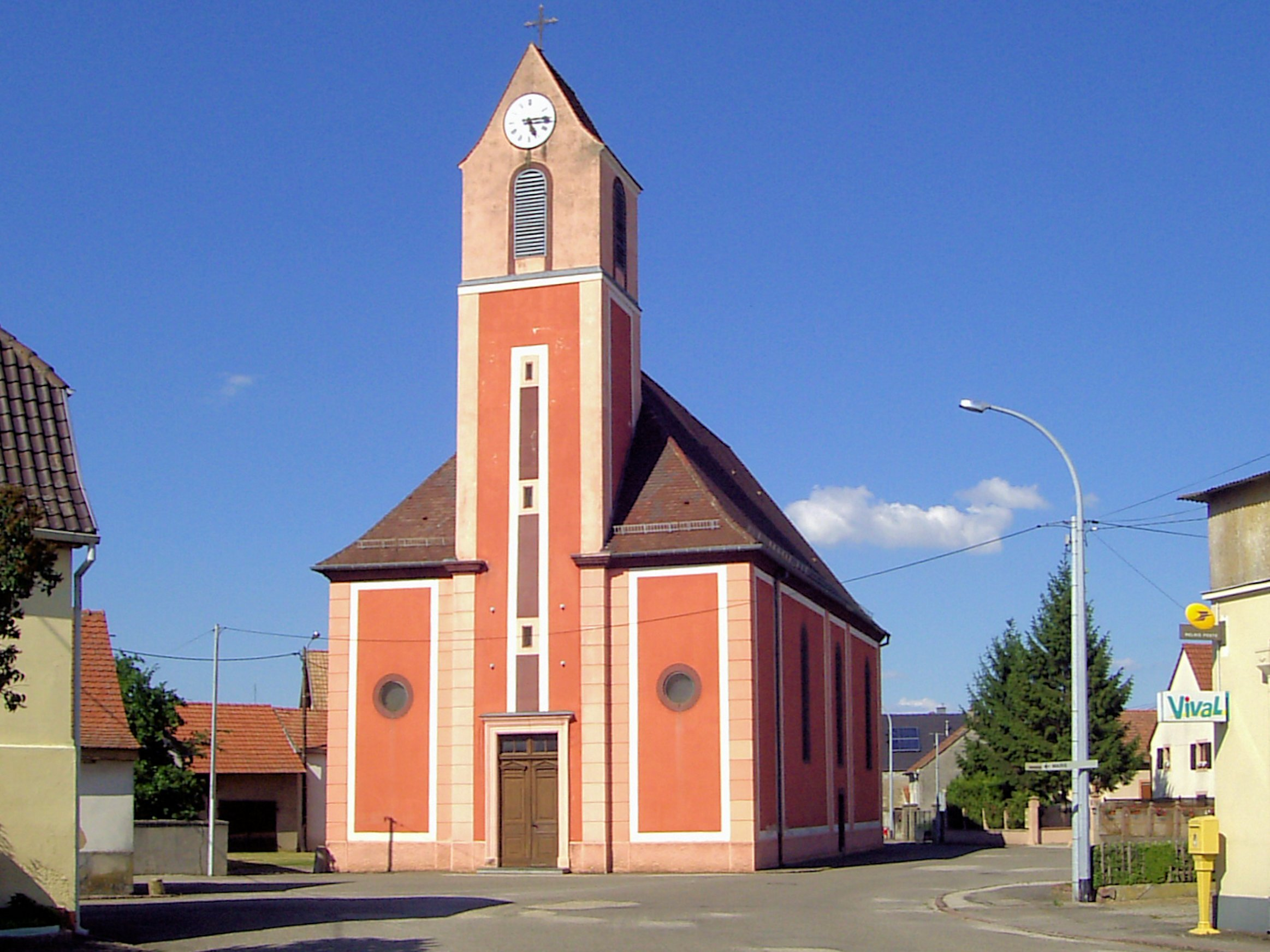
Церковь Сен-Жиль
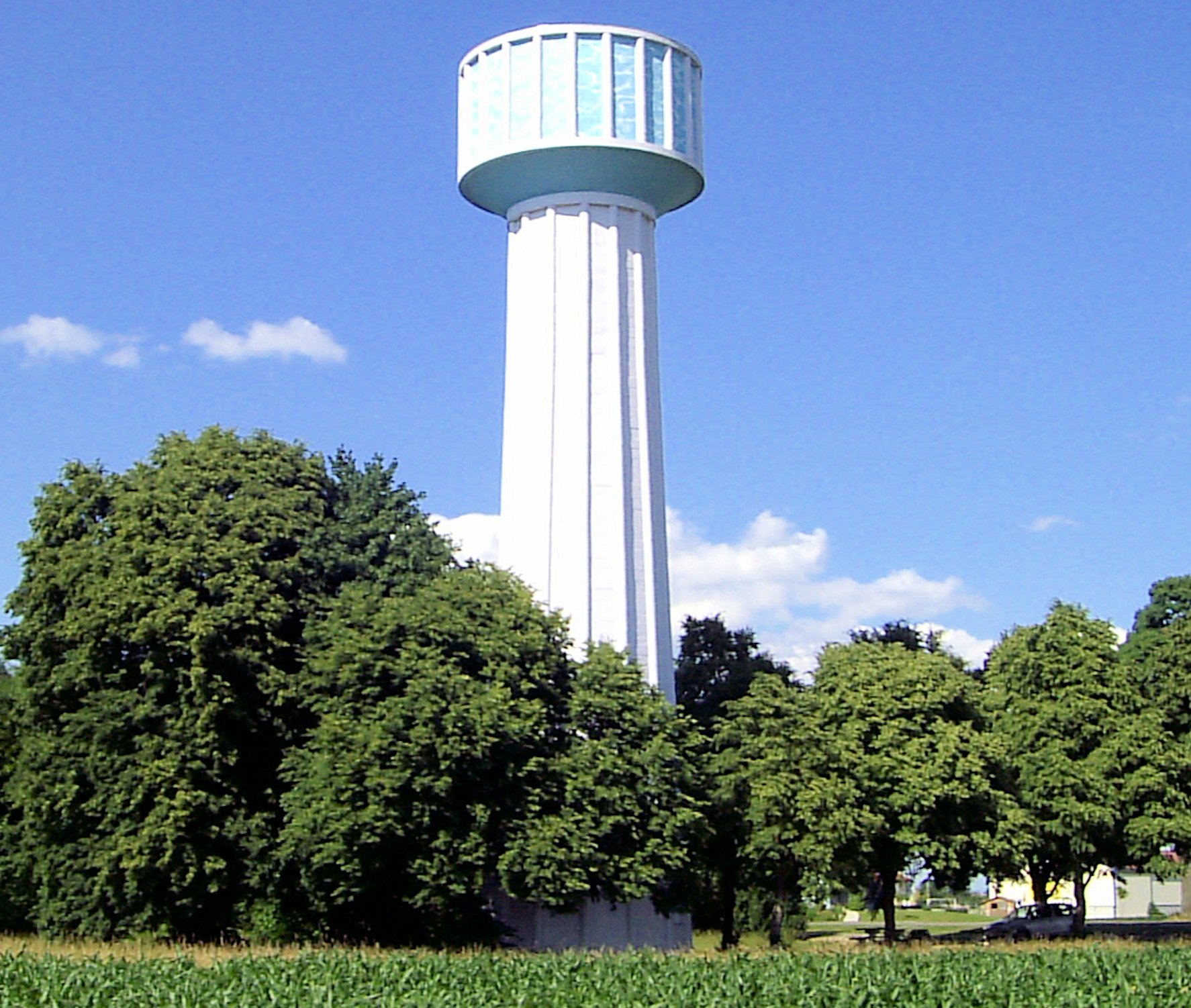
Водонапорная башня